# Управління інтернетом
Управління Інтернетом — це комплекс заходів з розробки й застосування урядами, приватним сектором, громадянським суспільством та технічною спільнотою, у відповідних ролях, загальних принципів, норм, правил, процедур прийняття рішень і програм, які формують умови для розвитку і використання Інтернету. Він включає такі питання, як історія регулювання Інтернету, протиріччя, які виникали на процесі розвитку Інтернету, а також триваючих дебатів про те, як повинен або не повинен регулюватися Інтернет в майбутньому.
У вузькому сенсі, управління Інтернетом можна розглядати як технологічну координацію елементів Інтернету, в тому числі керування системою доменних імен та розподіл IP-адрес.
Управління Інтернетом не слід плутати з Електронним урядуванням, яке є способом організації державної влади за допомогою електронних технологій, систем локальних інформаційних мереж та сегментів глобальної інформаційної мережі.